# Westron
Westron is een fictieve taal uit de boeken van J.R.R. Tolkien, waar het gebruikt wordt als de lingua franca.
Het Westron geldt als de taal waarin het Rode Boek is geschreven, en The Lord of the Rings die wij kennen is een (Engelse) vertaling daarvan. Tolkien zegt zelf: "De taal die in dit verhaal wordt vervangen door Engels, is het Westron, of de Gemeenschappelijke Taal van de Westelijke Landen van Midden-aarde in de Derde Era..." En inderdaad, in die era was het Westron de omgangstaal van Midden-aarde, vooral de landen waar (vroeger) de koninkrijken van Arnor en Gondor lagen, van de kusten van Umbar tot de ijsbaai van Forochel.
De mensen van Gondor spraken een ouder dialect van de Taal, terwijl de Hobbits een plattelandse variatie ervan spraken. Het werd veel gebruikt, zelfs door mensen die een eigen taal hadden. Zelfs orks gebruikten het als het nodig was, zoals Frodo en Sam in Mordor ondervonden.
Oorspronkelijk was het Westron een menselijke taal, alhoewel het enige elfse invloeden had. Het was de taal van de Vaders van de Mensen zoals de Eldar hen noemden.

## Structuur
We weten vrij weinig over het Westron omdat Tolkien het vrijwel overal vervangen heeft door Engels. Sommige woorden werden gegeven in Appendix F van "In de Ban van de Ring", en iets meer in het boek "De volkeren van Midden-Aarde" (The peoples of Middle-earth).
Wel vertaalde Tolkien de namen van de Hobbits. Er zijn nooit Hobbits geweest die Frodo, Sam, Pepijn en Merijn hebben geheten. Hun echte namen waren: Maura, Ban, Razar en Kali. Het woord Hobbit zelf is een afleiding van het woord Kuduk.

## Klanken
De klanken die worden gebruikt luiden als volgt: p, b, t, d, k, g, m, n, ng, r, ph, th, s, z, h, y, l. Er wordt gezegd dat ook ch en sh worden gebruikt, maar alleen sh is teruggevonden in de werken waar Westron in voorkomt. Eveneens kwamen de klanken hr en hl voor, net als de v.
Als klinkers worden de letters a, e, i, o, u gebruikt, en de lange â, î, ô, û. De ê wordt niet gebruikt.
Sinds enkele tijd geldt ook de regel dat als een dubbele medeklinker tussen twee klinkers staat, de medeklinkers veranderen in één medeklinker, bv. Tunnas (wacht) wordt Tunas (dat niet anders wordt uitgesproken). Soms gebeuren er ook andere vervormingen;, Tunnas wordt bijvoorbeeld Tudnas.

## Uitgangen
De uitgang a wordt gezien in woorden zoals Pûta (blazer) en batta (spreker). De uitgang a wordt in het Hobbitse Dialect ook gezien als een mannelijke uitgang. Wanneer Tolkien het Rode Boek vertaalde, veranderde hij sommige namen (met uitgang a). Bv. Bilbo wordt Bilba.
Hieruit kan men besluiten dat de uitgangen a en e vrouwelijk waren.
De meervoudsuitgang bleek -in te zijn, zoals cûbuc (hobbit) cûbugin wordt (in de uitgegeven werken werd cûbuc kuduk).
Het Westron bezit bezit blijkbaar ook een achtervoegsel ter vervanging van het lidwoord. Bv. Sûza (gouw) wordt Sûzat (de gouw).
De woorden Raza (vreemdeling), Razan (Buitenlands) blijken als uitgang -n te hebben.
Het voltooid deelwoord zou dan de uitgang -nin bezitten.
Wij kennen geen Westron voornaamwoorden, maar we weten wel iets over hen. "De taal Westron maakt in de tweede persoon (en vaak ook de derde) een onderscheid tussen de 'eerbiedige' en de 'vertrouwde' vorm..." Het is echter niet mogelijk dit onderscheid terug te vinden in Tolkiens vertaling van het Rode Boek.

## Woorden- en namenlijst
(c en k worden hetzelfde uitgesproken)
| Adûni:           | Westron                                          |
| Ban(a):          | half                                             |
| Balc:            | vreselijk                                        |
| Ban:             | Sam                                              |
| Banakil:         | halfling, hobbit                                 |
| Banazîr:         | half-slim, simpel                                |
| Bara-:           | Snel (afleiding van Barabatta)                   |
| Barabatta:       | Snelle spreker                                   |
| Batta:           | Spreker (afleiding van Barabatta)                |
| Bilba:           | Bilbo                                            |
| Bolg-            | Zwelling                                         |
| Bralda-Hîm:      | (Brandewijn) Naam van de Baranduin.              |
| Branda-          | Grens                                            |
| Branda-Nîn:      | (Grenswater) Naam van de Baranduin.              |
| Bunga:           | Bungo (Bungo Balings)                            |
| Galap, Galab-:   | Wild                                             |
| Galbasi:         | Gewissies                                        |
| Gul:             | Valei (afleiding van Karningul)                  |
| Hamanullas:      | Onbekende blauwe bloem, vertaald: Lobelia.       |
| Hîm(a):          | Aal, bier.                                       |
| Hloth(o):        | Woning met twee kamers.                          |
| Hloth-ram(a):    | Bewoner van een Hloth                            |
| Hlothran:        | Katoen (achternaam)                              |
| Kali:            | Merijn, vrolijk                                  |
| Kalimac:         | Meriadoc                                         |
| Karnin:          | Gekloven (afleiding van Karningul)               |
| Karningul:       | Rivendel                                         |
| Kuduk:           | Hobbit                                           |
| Laban:           | Zak, Baal                                        |
| Labingi:         | Balings                                          |
| Laban-Neg:       | Balingseinde of balingshoek of balingslaan       |
| Lothran:         | Katoen (de achternaam)                           |
| Luthur, luthran: | Katoen (de plant)                                |
| Maura:           | Frodo                                            |
| Narag:           | dwerg                                            |
| Nargian:         | van dwergen                                      |
| Nas:             | volk                                             |
| Neg:             | eind(e)                                          |
| nîn:             | rivier, water                                    |
| Ogmandab:        | oud mannetje?                                    |
| phârë:           | taal/gemeenschappelijk                           |
| phur-:           | graven                                           |
| Phûru:           | gegraven?                                        |
| Phurunargian:    | Woning/iets dat door dwergen werd gegraven?      |
| Pûta:            | Blazer                                           |
| Rân:             | een dorp, een kleine nederzetting op een heuvel. |
| Ran(u):          | woning, dorp                                     |
| Ranugad:         | Thuisblijver                                     |
| Râph(a):         | braam                                            |
| Ras-:            | hoorn                                            |
| Raspûta:         | Hoornblazer                                      |
| Raza:            | vreemdeling                                      |
| Razan:           | buitenlands                                      |
| Razanur:         | Peregrijn                                        |
| Razar:           | Pepijn                                           |
| Razar:           | een kleine, rode appel                           |
| Ribadyan:        | verjaardag                                       |
| Sôval:           | Gemeenschappelijk of taal                        |
| Sôval phârë:     | Gemeenschappelijke taal                          |
| Sûza:            | Gouw                                             |
| Sûzat:           | de Gouw                                          |
| Tapuc:           | konijn                                           |
| tarkil:          | Persoon met Númenoreaanse afkomst                |
| TUD:             | Wacht, uitkijk                                   |
| Tudnas:          | Wacht                                            |
| Tûk:             | Toek                                             |
| Zara-            | oud                                              |
| Zaragamba:       | Oudbok                                           |
| Zîr:             | Slim                                             |
| Zilbi:           | Boter                                            |
| Zilib:           | Boter                                            |
| Zilbirâpha:      | Boterbast                                        |